# Cratere Echegaray
Echegaray è un cratere d'impatto presente sulla superficie di Mercurio, a 43,48° di latitudine nord e 20,22° di longitudine ovest. Il suo diametro è pari a 63 km.
Il cratere è dedicato al drammaturgo spagnolo José Echegaray y Eizaguirre.